# 汐川ほたて
汐川 ほたて（しおかわ ほたて、12月20日 - ）は、日本の声優、歌手、タレント。千葉県出身。株式会社エムシーピー所属。
日本一「○○大使」の肩書きを持つ芸能人として20以上の大使に任命されている（2023年3月現在）
天文宇宙検定2級を持つ宇宙マニアで、星をモチーフにした曲を作詞作曲している。
数々の旅番組やスイーツ番組のメインキャストを務め、番組のテーマソングも制作している。
千葉県銭湯PR特使として銭湯のPR活動も行う中で、銭湯のグッズのデザインも行うなどマルチに活動している。
社会貢献活動として日本赤十字各都道府県支部から正式に募金箱を預かりイベント・ライブ・コンサートなどで募金活動をしている
また、保護猫の救済活動なども支援・協力している（保護団体は無所属）

## 経歴
2016年4月〜2017年3月まで劇団ドリームクラブ3期・ユウ役として活動。
2017年12月発売「地球防衛軍5」にて声優デビュー。
以降歌手、声優として幅広く活動中。
2018年10月発売のアルバム「DivAEffectProject4th」でオリコン7位を獲得。
2020年1月より株式会社エムシーピーに所属。
2020年2月 千葉県銭湯PR特任大使 就任
2020年8月12日ソロとしての1stシングル「はじまりの歌〜宇宙を巡る二人の物語〜/おいでよ銭湯！」発売
「おいでよ銭湯！」は、全国公衆浴場業生活衛生同業組合連合会公認イメージソングに。
ファンのことを総称して帆盾組と呼んでいる。

## 趣味・特技
- 大の星好きで、天文宇宙検定２級を持つ銀河博士である。宇宙をテーマにしたライブや、泊まりがけで行く流星群観測ツアーなどの実績もある。星の神話を元に作詞作曲し、オリジナルソングを作っている。
- 旅番組「銭湯ぶらぶら」の出演をきっかけにプライベートでもよく銭湯に行くようになったという。
- 楽器はウクレレ、ギター、ピアノ[4]、フルート、ピッコロ、チェロなどが演奏でき、ライブでも披露している。
- 幼い頃8年間習っていたダンスが得意。
- 料理が好きで作った料理をSNSに載せている。
- 特技はポケモンのニャースのものまね。絶対音感[4]

## 出演

### 舞台
- ドリームクラブ（2016年4月 - 2017年3月） - 3期：ユウ 役[5]
- JQ第一回ミュージカル公演｢カレシがふたりになっちゃった！｣(2018年12月22-2018年12月23日)-ヒロイン：ホタル 役

### モデル
- ZOZOTOWN（2016年） - 着衣モデル

### ゲーム
- 地球防衛軍5 ピュアデコイランチャー - ユウ 役[1]

- スーパーリアル麻雀P8-柚木ユイ 役[1]
- そりてぃあR柚木ユイ 役[1]

### WEBTV
- 渋谷原宿女子会議（2017年4月 - ） - レギュラーMC[1]

### CD
- 「神力アイドル ミヤビノシスターズ」挿入歌「独裁シンドローム」（2017年6月）[1]
- 「あめふらし」EDテーマ「now and then」（2018年5月）[1]
- 「toytoytoy2」（2018年6月） - はっぴーベーカリー：こころ 役[1]
- ｢DivA Effect Project 4th｣(2018年10月)[1]

-オリコンデイリーチャート7位/ウィークリーチャート45位/タワーレコード全店舗ランキング6位/Billboardアルバムトップセールス22位獲得
- 「J's POP SHOW-COMPILATION PROJECT-」(2020年5月)
- 「はじまりの歌〜宇宙を巡る二人の物語〜/おいでよ銭湯！」(2020年8月12日発売)

### テレビ
- 「銭湯ぶらぶら」メインキャスト[4]
- 「あじあテクテク」メインキャスト[4]
- 「お姫様のスイーツタイム」メインキャスト
- 「真夜中のおバカ騒ぎ」(テレビ東京)